# Stör
La Stör est une rivière allemande d'une longueur de 87 km qui coule dans le land du Schleswig-Holstein. Elle est un affluent de l'Elbe.